# تپه منجل تیغ بر رود
تپه منجل تیغ سرغایه  مربوط به سدهٔ ۳ تا ۶ ه.ق است و در شهرستان مشهد، بخش احمدآباد، روستای سرغایه واقع شده و این اثر در تاریخ ۱۷ اسفند ۱۳۸۱ با شمارهٔ ثبت ۷۶۱۶ به‌عنوان یکی از آثار ملی ایران به ثبت رسیده است.